# KRC Genk
Maillots
Actualités
Dernière mise à jour : 19 janvier 2025.
Le Koninklijke Racing Club Genk, abrégé en KRC Genk, est un club de football belge fondé en 1988 et basé à Genk dans la province de Limbourg.
Fondé en 1923 sous l'appellation FC Winterslag, le club, porteur du matricule 322, fusionne en 1988 avec le Waterschei Thor pour former l'entité actuelle. Ses couleurs principales sont le bleu et le blanc.
Le club évolue lors de la saison 2024-2025 en Jupiler Pro League, premier niveau du football belge. C'est sa 82e saison en séries nationales et sa 43e parmi l'élite. Le budget du club est de 24 millions d'euros par saison.
Le club est dirigé par Herbert Houben, plus jeune président de première division, depuis le 21 octobre 2009.
Le KRC Genk reçoit ses adversaires dans l'ancien stade de Waterschei, totalement rénové et qui porte le nom commercial de Cegeka Arena depuis 2016. Il peut accueillir jusqu'à 23 718 personnes.

## Histoire
L'histoire du K. RC Genk est indissociable de celle des deux clubs qui le constituèrent en 1988. Dès leurs origines, Winterslag et Waterschei furent étroitement liés à l'industrie minière du Limbourg.

### K. FC Winterslag
Le FC Winterslag vit le jour à Winterslag, en 1923. Rapidement, l'entité s'affilia à l'URBSFA.
Ayant choisi les couleurs Rouge et Noir, le club évolua au Noordlaanstadion (il fut démoli en 2002), où plus d'une équipe vint se briser les dents contre les Vieze Mannen (les Vilains gaillards), surnom longtemps porté par les joueurs locaux. Le club se vit attribuer le matricule 322 en décembre 1926.
Winterslag n'accéda aux séries nationales qu'en 1941 et y resta jusqu'en 1960. Winterslag était alors le 12e club de la Province du Limbourg à accéder au séries nationales. De 1947 à 1950, le club joua en Division 1, à cette époque équivalente de la D2. Reconnu "Société Royale", le 30 décembre 1957, le club change sa dénomination en Koninklijke Winterslag FC, le 5 février 1958. Après un rapide aller/retour vers la P1 limbourgeoise, le club remonte en vue de la saison 1961-1962 et ne quitta plus jamais la nationale depuis.
Les Vieze Mannen retrouvèrent le deuxième niveau national en 1971. Depuis lors, le matricule 322 ne joua jamais plus jamais en dessous des deux plus hautes divisions nationales belges. En 1974, le K. FC Winterslag fit sa toute première apparition parmi l'élite nationale, devenue Division 1. Celle-ci passait à 20 clubs à la suite de la création de la Ligue professionnelle. Quatre clubs de D2 furent promus ainsi que deux clubs issus d'un Tour final comprenant les deux derniers classés de D1. Winterslag gagna sa place dans la plus haute division en terminant deuxième derrière le K. Lierse SV (qui assurait son maintien). Relégué après une saison, le club remonta dans la plus haute division en 1976 et y séjourna jusqu'en 1983.
Terminant cinquième du championnat 1980-1981, le K. FC Winterslag gagna le droit de participer à la Coupe de l'UEFA. Sur la scène européenne, Winterslag étonna la Belgique en éliminant Bryne FK mais surtout Arsenal. Vainqueur (1-0) au Nordlaanstadion, Winterlsag s'inclina (2-1) à Highbury. Grâce au but inscrit en déplacement, les Vieze Mannen boutèrent les Gunners hors de la Coupe d'Europe. Au tour suivant, Dundee United mit fin à la belle aventure avec un 5-0 au Tannadice Park.
Mais les lendemains déchantèrent, car la saison 1982-1983 fut catastrophique et le club fut renvoyé dans l'antichambre de l'élite. Le K. FC Winterslag y remporta le Tour final 1987 pour revenir en D1. Après une saison terminée à la 15e place sur 18, le club fusionna avec son rival de Waterschei pour former le K. RC Genk.

### K. Waterschei SV THOR Genk
Ce club est fondé, à Waterschei, en 1919 par des ouvriers mineurs. Les lettres « THOR » n'avaient aucun rapport avec la divinité scandinave, mais signifiaient Tot Herstellen Onze Rechten (littéralement Jusqu'à la Réhabilitation de nos Droits). C'était un message de revendication vis-à-vis du patronat de l'époque, peu soucieux des droits des travailleurs. Le club ne s'affilia à l'URBSFA qu'en 1925.
En décembre 1926, Waterschei se vit attribuer le matricule 553. Il devint le septième club de la Province de Limbourg à accéder aux séries nationales en 1932. En 1982, le club est éclaboussé par l'affaire Standard-Waterschei fait référence à une affaire de corruption de joueurs de football dans le but d'assurer au Standard de Liège son titre de champion de Belgique. Jusqu'à sa disparition en 1988, lors de la fusion créant le K. RC Genk, le matricule 553 ne quitta jamais plus la D1, soit une présence de 53 saisons consécutives.
Waterschei a remporté deux fois la Coupe de Belgique, et atteint les demi-finales de la Coupe des Coupes.

### K. RC Genk
L'été 1988 limbourgeois fut donc celui de la renaissance. Par souci de prévenir les susceptibilités, la direction du club fusionné décida de ne conserver aucune des teintes des anciens clubs. Le K. FC Genk se choisit les couleurs bleues et blanches. Les deux premières saisons suivant la fusion, le Racing de Genk joua au Nordlaanstadion, le temps que le stade André Dumont soit doté d'une toute nouvelle tribune principale.
L'entrée en matière du K. RC Genk fut plus délicate. Au terme de sa première saison, en 1988-1989, le club fusionné fut relégué. La saison suivante, le matricule 322 remporta le tour final de D2 et réintégra l'élite, où il séjourna quatre saisons avant d'être une nouvelle fois dégradé.
En 1990, le « Racing » avait déménagé vers Waterschei et le stade André Dumont fut rebaptisé stade Thyl Gheyselinck en 1992. Cela provoqua une polémique. Gheyselinck avait été un des maîtres d'œuvre de la fusion. Mais bien plus tôt, il avait été un des décisionnaires amenant le démantèlement et la fermeture des mines du Limbourg. Le public, composé d'anciens mineurs ou de leur famille, n'apprécia pas. En 1999, après quelques années de polémiques et de querelles, la direction genkoise rebaptisa son stade Fenixstadion.
Devancé à la différence de buts par le K. RC Harelbeke, dans le tour final de D2 en 1995. Le K. RC Genk termina vice-champion derrière Lokeren en 1996, le matricule 322 put remonter directement en Division 1 grâce à l'absorption du R. FC Seraing par le Royal Standard de Liège. En D1, Seraing, 16e n'était pas en position de relégué, cela libérait donc une place.
Ce fut à partir de ce moment que le K. RC Genk accumula les trophées en l'espace de quelques saisons : d'abord la Coupe de Belgique 1998, ensuite le bonheur suprême avec le titre national 1999. Pour la première fois un club limbourgeois était sacré champion de Belgique. Par la suite, Genk empocha encore la Coupe de Belgique 2000, et un nouveau titre national en 2002.
Après des débuts européens en 1998, le matricule 322 connut une grosse déception avec une élimination en phase préliminaire de la Ligue des champions 1999-2000 par le NK Maribor. En 2002-2003, Genk participe à la phase de groupe de la Ligue des champions. Il fut éliminé après deux défaites et quatre partages.
En 2009, Genk s'adjugea une troisième Coupe de Belgique.
Après un début de saison performante et en s'appuyant sur le duo d'attaquants Jelle Vossen et Marvin Ogunjimi, le K. RC Genk boucla le premier tour du championnat 2010-2011 à la première place. À la trêve, le Racing Genk se classe deuxième, à six points du RSC Anderlecht, avec un match de moins. Après les 30 matches de la phase classique, le club est deuxième, à deux points d'Anderlecht, écart ramené à un point à la suite de la division des points par deux pour entamer les playoffs. Genk prend la tête de ces playoffs dès la première journée grâce à la victoire du Standard de Liège à Anderlecht, et ne la laissera aux Mauves et Blancs que l'espace d'une journée.
Le 18 mai 2011, pour la dernière journée du championnat, Genk reçoit le Standard dans un match décisif pour le titre. Les deux équipes sont à égalité, mais le Standard ayant un nombre de points impair à la fin de la phase classique du championnat, a bénéficié de l'arrondi supérieur lors de la division des points. Si les deux équipes finissent ex aequo, c'est donc Genk qui remportera le titre. Après un match tendu, marqué par la sévère blessure du médian liégeois Mehdi Carcela, le score final de 1-1 permet aux joueurs limbourgeois de fêter le troisième titre de leur histoire.
En novembre 2012, le club annonce, pour la saison 2011-2012, un bénéfice record de 28 millions d'euros. Ce bénéfice considérable provient de la participation du club à la lucrative Ligue des champions durant ladite saison, et d'autre part de la vente au Chelsea FC de joueurs de talent comme Kevin De Bruyne et Thibaut Courtois, tous deux pour près de 9 millions, de livres sterling. La direction décide d'en faire profiter ses supporteurs en accordant une diminution de 30 à 50 % du prix des abonnements pour la saison 2013-2014. Les dirigeants souhaitent de la sorte marquer leur soutien à la région, durement touchée économiquement par la fermeture de l'usine Ford de Genk en octobre de la même année.
Lors de la saison 2012-2013, Genk se qualifie pour la première fois de son histoire en seizième de finale de la Ligue Europa mais se fait éliminer par le VfB Stuttgart (1-1 et 0-2). Le 9 mai 2013, Genk s'adjuge sa quatrième Coupe de Belgique face au Cercle de Bruges 2 à 0 (buts de Bennard Yao Kumordzi et de Jelle Vossen)[réf. souhaitée].
Le championnat de Belgique 2018-2019 permet aux Limbourgeois de remporter le quatrième titre de son histoire. L'équipe entrainée par Philippe Clement termine en tête la phase classique du championnat avant de confirmer son leadership lors des play-offs 1. L'équipe championne le 16 mai 2019 sur le terrain d'Anderlecht est composée de Danny Vukovic, Jere Uronen, Jhon Lucumí, Sébastien Dewaest, Joakim Mæhle, Sander Berge, Bryan Heynen, Ruslan Malinovskyi, Leandro Trossard, Junya Ito et Aly Samatta. Il faut aussi citer Alejandro Pozuelo, meneur de jeu espagnol parti pour Toronto FC avant la fin de la compétition.

## Identité du club

### Évolution du blason

Logo du KFC Winterslag
Logo du KFC Winterslag jusqu'en 1988
Logo du KRC Genk de 1995 à 2002
Logo du KRC Genk de 2002 à 2016
Logo du KRC Genk de 2016 à 2021
Logo du KRC Genk depuis 2021

## Palmarès et statistiques

### Titres et trophées
| Compétitions nationales | Compétitions internationales |
| - Championnat de Belgique : - Champion (4) - 1999, 2002, 2011, 2019 - Vice-champion (4) - 1998, 2007, 2021, 2023 - Championnat de Belgique de deuxième division : - Champion (2) - 1947, 1976 - Vice-champion (2) - 1996 - Championnat de Belgique de troisième division : - Champion (1) - 1972 - Coupe de Belgique : - Vainqueur (5) - 1998, 2000, 2009, 2013, 2021 - Finaliste (1) - 2018 - Supercoupe de Belgique : - Vainqueur (2) - 2011, 2019 - Finaliste (7) - 1998, 1999, 2000, 2002, 2009, 2013, 2021 | - Ligue des champions (C1) : - Meilleure performance : Phases de groupes (3) - 2003, 2012, 2020 - Coupe d'Europe des Vainqueurs de Coupe (C2) : - Meilleure performance : Huitièmes de finale (1) - 1999 - Ligue Europa (C3) : - Meilleure performance : Quart de finale (1) - 2017 - Coupe Intertoto (C4) : - Meilleure performance : Demi-finales (1) - 2004 |
| Compétitions régionales | Tournois saisonniers |
| - Trophée Jules Pappaert : - Vainqueur (2) - 1996, 2002 | |

### Récompenses individuelles
| Meilleurs joueurs | Meilleurs buteurs                                                                                          | Meilleur gardien de but                            |
| --- | --- | -------------------------------------------------- |
| Soulier d'or belge (3) : - Branko Strupar (1998) - Wesley Sonck (2001) - Paul Onuachu (2021) Soulier d'ébène belge (3) : - Souleymane Oularé (1999) - Moumouni Dagano (2002) - Mbwana Samatta (2019) Meilleur jeune pro de l'année (1) : - Leon Bailey (2016) | Meilleurs buteurs du championnat de Belgique (3) : - Branko Strupar (1998) - Wesley Sonck (2002) et (2003) | Gardien de l'année (1) : - Thibaut Courtois (2011) |

### Participation aux championnats nationaux
Statistiques mises à jour le 26 février 2025 (terme de la saison 2024-2025)
| Niv | Divisions     | Jouées | Titres | TM Up | TM Down |
| --- | ------------- | ------ | ------ | ----- | ------- |
| I   | 1re nationale | 43     | 4      |       |         |
| II  | 2e nationale  | 13     | 2      | 4     |         |
| III | 3e nationale  | 17     | 1      | 1     |         |
| IV  | 4e nationale  | 9      | 1      |       |         |
| V   | 5e nationale  | 0      | 0      |       |         |
|     |               |        |        |       |         |
|     | TOTAUX        | 82     | 8      | 5     | 0       |

- TM Up : test-match pour départager des égalités, ou toutes formes de Barrages ou de Tour final pour une montée éventuelle.
- TM Down : test-match pour départager des égalités, ou toutes formes de Barrages ou de Tour final pour le maintien.

## Personnalités du club

### Présidents
Au cours de son histoire, le club a été dirigé par huit présidents différents connus.
| Rang | Nom                  | Période   |
| ---- | -------------------- | --------- |
| 1    | Jean-Paul Duyckaerts | 1988-1990 |
| 2    | Jan Vandermeulen     | 1990-1993 |
| 3    | Robert Kumpen        | 1993-1995 |
| 4    | Remi Fagard          | 1995-1998 |
| 5    | Edgard Troonbeeckx   | 1998-2001 |

| Rang | Nom            | Période   |
| ---- | -------------- | --------- |
| 6    | Jos Vaessen    | 2001-2006 |
| 7    | Harry Lemmens  | 2006-2009 |
| 8    | Herbert Houben | 2009-     |

### Entraîneurs
De la saison 1971-1972 à la saison 2020-2021, trente-deux entraîneurs différents se succèdent à la tête du KRC Genk.
| Rang | Nom                   | Période   |
| ---- | --------------------- | --------- |
| 1    | Robert Waseige        | 1971-1976 |
| 2    | Staf Van den Bergh    | 1976-1977 |
| 3    | Ernst Künnecke        | 1977-1979 |
| 4    | Robert Waseige (2)    | 1979-1981 |
| 5    | Mathieu Bollen        | 1981      |
| 6    | Vincenzo Briganti     | 1981-1982 |
| 7    | Janusz Kowalik        | 1982-1983 |
| 8    | Henri Depireux        | 1983-1984 |
| 9    | Nedeljko Bulatović    | 1984-1986 |
| 10   | Albert Bers           | 1986-1987 |
| 11   | Vincenzo Briganti (2) | 1987-1988 |
| 12   | Ernst Künnecke (2)    | 1988      |
| 13   | Jef Vliers            | 1988-1989 |
| 14   | René Desaeyere        | 1989      |
| 15   | Enver Alisic          | 1989-1990 |

| Rang | Nom                 | Période   |
| ---- | ------------------- | --------- |
| 16   | Paul Theunis        | 1990-1991 |
| 17   | Pier Janssen        | 1991-1993 |
| 18   | Luka Peruzović      | 1993-1994 |
| 19   | Enver Alisic (2)    | 1994-1995 |
| 20   | Aimé Antheunis      | 1995-1999 |
| 21   | Jos Heyligen        | 1999-2000 |
| 22   | Johan Boskamp       | 2000      |
| 23   | Sef Vergoossen      | 2001-2004 |
| 24   | René Vandereycken   | 2004-2005 |
| 25   | Hugo Broos          | 2005-2008 |
| 26   | Ronny Van Geneugden | 2008-2009 |
| 27   | Hein Vanhaezebrouck | 2009      |
| 28   | Franky Vercauteren  | 2009-2011 |
| 29   | Mario Been          | 2011-2014 |
| 30   | Emilio Ferrera      | 2014      |

| Rang | Nom                | Période   |
| ---- | ------------------ | --------- |
| 31   | Alex McLeish       | 2014-2015 |
| 32   | Peter Maes         | 2015-2016 |
| 33   | Albert Stuivenberg | 2016-2017 |
| 34   | Philippe Clement   | 2017-2019 |
| 35   | Felice Mazzù       | 2019      |
| 36   | Hannes Wolf        | 2019-2020 |
| 37   | Jess Thorup        | 2020      |
| 38   | John van den Brom  | 2020-2021 |
| 39   | Bernd Storck       | 2021-2022 |
| 40   | Wouter Vrancken    | 2022-2024 |

### Joueurs

#### Capitaines
| Rang | Nom               | Période   |
| ---- | ----------------- | --------- |
| 1    | Thomas Chatelle   | 2006-2007 |
| 2    | Hans Cornelis     | 2007-2009 |
| 3    | João Carlos       | 2009-2011 |
| 4    | Jelle Vossen      | 2011-2014 |
| 5    | Thomas Buffel     | 2014-2018 |
| 6    | Alejandro Pozuelo | 2018-2019 |
| 7    | Sébastien Dewaest | 2019-2020 |

#### Joueurs en équipe de Belgique
Seize joueurs ont porté le maillot de l'équipe de Belgique alors qu'ils évoluaient au KRC Genk, pour un total de 97 sélections. Le premier d'entre eux est le milieu de terrain Philippe Clement en 1998. Il totalise trente-huit sélections durant sa carrière, dont trois honorées lors de son unique saison au club. Le joueur qui totalise le plus de sélections en évoluant au KRC Genk est l'attaquant Wesley Sonck, avec dix-sept sélections. Suivent dans ce classement le milieu de terrain Marc Hendrikx, avec quinze matchs et l'attaquant Kevin Vandenbergh, avec treize sélections.
La plupart des joueurs concernés sont sélectionnés dans les années 1990 et 2000 à cause de la fusion récente du club.
Le tableau suivant donne la liste actualisée au 24 mai 2016 des joueurs du KRC Genk en équipe de Belgique, le nombre de sélections et la période correspondante, ainsi que le nombre total de sélections en incluant les périodes où le joueur était dans un autre club de football.
| Joueur            | Sélections | Période   | Sél. (total) |
| ----------------- | ---------- | --------- | ------------ |
| Thomas Chatelle   | 3          | 2004      | 3            |
| Philippe Clement  | 3          | 1998      | 38           |
| Koen Daerden      | 8          | 2002-2006 | 10           |
| Steven Defour     | 1          | 2006      | 47           |
| Wilfried Delbroek | 5          | 1999      | 5            |
| Faris Haroun      | 4          | 2007-2008 | 6            |
| Marc Hendrikx     | 15         | 1999-2001 | 15           |
| Stein Huysegems   | 2          | 2009      | 15           |
| Daniel Kimoni     | 3          | 1999      | 3            |

| Joueur            | Sélections | Période   | Sél. (total) |
| ----------------- | ---------- | --------- | ------------ |
| Marvin Ogunjimi   | 4          | 2010      | 7            |
| Cédric Roussel    | 2          | 2003      | 3            |
| Tom Soetaers      | 1          | 2005      | 8            |
| Wesley Sonck      | 17         | 2001-2003 | 55           |
| Bernd Thijs       | 4          | 2002-2004 | 7            |
| Kevin Vandenbergh | 13         | 2005-2007 | 13           |
| Jelle Vossen      | 12         | 2009-2013 | 12           |
| Total             | 97         | 1999-2013 | 247          |

## Structures du club

### Aspects juridiques et économiques

#### Éléments comptables
Avec un budget annuel tournant aux alentours des 25 millions d'euros, selon que le Racing participe ou non à une Coupe d'Europe, le KRC Genk  est, à l'instar du football belge, un petit poucet au niveau européen. Ce budget est augmenté chaque année, notamment grâce à l'apport des droits télés, passés en 2005 de 15 millions à 36 millions d'euros par saison pour l'ensemble du football belge.
De plus, l'augmentation des affluences au stade contribue également à la bonne santé financière du KRC Genk.
Lors de la saison 2014-2015, le budget du KRC Genk est de 25 millions d'euros. Avec son budget, le Racing fait partie des cinq plus gros budgets de Belgique.
| Saison | 2011-2012 | 2012-2013 | 2013-2014 | 2014-2015 | 2015-2016 |
| Budget | 20 M€     | 22 M€     | 24 M€     | 25 M€     | NC M€     |

#### Équipementiers et sponsors
| Période   | Équipementier | Sponsor maillot |
| --------- | ------------- | --------------- |
| 1988-1994 | Diadora       | Kärcher         |
| 1994-1999 | Olympic       | Nitto           |
| 1999-2004 | Kappa         | Nitto           |
| 2004-2006 | Kappa         | Euphony         |
| 2006-2009 | Airness       | Euphony         |
| 2009-2015 | Nike          | Euphony         |
| 2015-     | Nike          | Beobank         |

#### Transferts les plus coûteux
Les deux tableaux ci-dessous synthétisent les plus grosses ventes et achats de joueurs dans l'histoire du club genkois.
| Rang | Joueur         | Montant | Provenance            | Date             |
| 1er  | Theo Bongonda  | 7 M€    | SV Zulte Waregem      | 1er juillet 2019 |
| ---- | -------------- | ------- | --------------------- | ---------------- |
| 2e   | Yira Sor       | 6,5 M€  | SK Slavia Prague      | 1er janvier 2023 |
| 3e   | Paul Onuachu   | 6 M€    | FC Midtjylland        | 22 août 2019     |
| 4e   | Matías Galarza | 6 M€    | AA Argentinos Juniors | 10 août 2022     |
| 5e   | Mark McKenzie  | 5,45 M€ | Union de Philadelphie | 7 janvier 2021   |

| Rang | Joueur                  | Montant | Destination      | Date            |
| 1er  | Sander Berge            | 26 M€   | Sheffield United | 30 janvier 2020 |
| ---- | ----------------------- | ------- | ---------------- | --------------- |
| 2e   | Leandro Trossard        | 20 M€   | Brighton & Hove  | 26 juin 2019    |
| 3e   | Sergej Milinković-Savić | 18 M€   | Lazio Rome       | 6 août 2015     |
| 4e   | Wilfred Ndidi           | 17,6 M€ | Leicester City   | 3 janvier 2017  |
| 5e   | Ruslan Malinovskyi      | 13,7 M€ | Atalanta Bergame | 16 juillet 2019 |

## Culture populaire

### Affluence et supporters
| Saison     | 2006-2007 | 2007-2008 | 2008-2009 | 2009-2010 | 2010-2011 | 2011-2012 | 2012-2013 | 2013-2014 | 2014-2015 | 2015-2016 |
| Assistance | 22 159    | 23 271    | 22 004    | 19 604    | 20 692    | 21 820    | 20 590    | 21 323    | 17 411    | 16 897    |

## Autres équipes

### Équipe réserve et sections jeunes

#### Effectif actuel de l'équipe U23
Le tableau suivant liste les joueurs de l'équipe U23 (Jong Genk) pour la saison 2025-2026.